# وسیگونسک
شهر وسیگونسک (به روسی: Весьегонск) در کشور روسیه و در اوبلاست ور واقع شده‌است.